# 진태령
진태령(1975년 5월 19일 ~ )은 대한민국의 가수이다.
포크 발라드 ‘사랑해요’로 팬 유혹
매력적인 허스키 보이스를 지닌 여가수 진태령은 주로 지고지순한 사랑을 노래해 팬들을 사로잡는다. ‘몽애’처럼 비극적인 사랑을 애절하게 노래할 때도 있지만 최근에는 포크 록 스타일의 곡 ‘사랑해요’(장춘식 작사 작곡)로 팬들을 매료시키고 있다.

## 앨범
- 2008년 [정규]함정, 난 그대 여자니까
- 2011년 [정규] 사랑해요
- 2012년 [리메이크] 황진이 트롯트 뽕쇼 1,2집
- 2015년 [정규] 리메이크앨범
- 2015년 [정규] 나만의남자
- 2018년 [정규] 7080 가요베스트 120곡 발표
- 2019년 [싱글] 청풍연가
- 2020년 [싱글] 비련,회상
- 2021년 [옴니버스] GBS TV트롯 라이브 대잔치

## 수상
- 2015년 대한민국 예능인 올스타 인기상
- 2014년 위대한 한국인 대상 대중문화 예술부문 모범 가수상
- 2013년 위대한 한국인 대상 기자 선정 우수활동대상
- 2013년 2013 자랑스런 대한민국 시민대상 사회봉사 공로대상
- 2010년 대한민국 오늘 문화대상 인기 문화대상

## 경력
- 마포FM복고복고 라디오 DJ진행 [2018~현재]
- 이진관 진태령의 쌩뚱쇼 MC
- 박일준 진태령의 음악을 그리는 사람들 MC
- 현 진태령 YouTube Live Mini Concert

## 방송
- 마포FM복고복고 라디오 DJ진행
- KBS우리가요한마당 20180126